# 巴郎柳
巴郎柳（学名：Salix sphaeronymphe）为杨柳科柳属的植物，是中国的特有植物。分布于中国大陆的西藏、四川、甘肃等地，生长于海拔2,600米至3,700米的地区，多生长于水沟旁以及山坡路旁，目前尚未由人工引种栽培。